# Buyer Ahmad (shahrestan)
Buyer Ahmad (persiska: شهرستان بوير احمد, Shahrestan-e Buyer Ahmad) är en delprovins (shahrestan) i Iran. Den ligger i provinsen Kohgiluyeh och Buyer Ahmad, i den centrala delen av landet. Administrativt centrum är staden Yasuj.
Delprovinsen hade 299 885 invånare 2016.